# Station Offenbach Marktplatz
Offenbach Marktplatz is een station van den S-Bahn Rhein-Main in de Duitse stad Offenbach. Het station, gelegen in het centrum van de stad, is vernoemd naar het centrale plein Marktplatz. Het station ligt aan de ondergrondse S-Bahnverbinding DB 3680.